# Дома 1066 км
Дома 1066 км — починок в Малопургинском районе Удмуртской республики. 

## География
Находится в южной части Удмуртии на расстоянии приблизительно 15 км на запад по прямой от районного центра села Малая Пурга у железнодорожной линии Казань-Агрыз. 

## История
Известен с 1957 года как Казарма 1066 км. Входил до 2021 года в состав Уромского сельского поселения.

## Население
Постоянных жителей было: 21 в 2002 году (удмурты 52%, русские 48%) , 6 в 2012 .